# Niedzielne igraszki
Niedzielne igraszki – polski średniometrażowy film psychologiczny z 1983 roku w reżyserii Roberta Glińskiego, nakręcony na podstawie scenariusza napisanego wraz z Grzegorzem Torzeckim. Niedopuszczony do wyświetlania do 1988 roku, po premierze był obficie nagradzany w kraju i za granicą (m.in. nagroda FIPRESCI na Międzynarodowym Festiwalu Filmowym w Mannheim).

## Fabuła
Jest rok 1953. Pierwsza niedziela po śmierci Stalina. Grupa dzieci bawiąca się w podwórku starej i remontowanej kamienicy jest pozbawiona nadzoru. Dzieci naśladują brutalne życie dorosłych. Chłopiec mający wyjechać na wypoczynek zmyśla, że jego celem podróży jest uroczystość pogrzebowa Stalina. Przyozdabia się w medale ojca, zabiera inne medale koledze. Medale zwracają uwagę kierowcy, który ma zawieźć dzieci na dworzec kolejowy, a który okazuje się donosicielem UB. W obecności funkcjonariuszy UB niczego nieświadome dzieci brną w dalsze kłopoty. Skutkiem tego rodzice chłopca, któremu marzyło się uczestnictwo w pogrzebie Stalina, znikają w więzieniu, a on sam trafi do domu dziecka.
Na tle tej tragedii dzieci znęcają się nad chorą umysłowo kobietą, znęcają się nad małym kotkiem, który w końcu ginie z rozciętym brzuszkiem. Podczas „pogrzebu” kotka dzieci żywcem zakopują razem z kotkiem dziewczynkę, sprawczynię śmierci małego zwierzęcia.

## Obsada
Źródło: FilmPolski.pl

- Joanna Eberlein
- Filip Gębski
- Anna Goluch
- Elżbieta Helman
- Jacek Janiszewski
- Agnieszka Korzeniowska
- Jacek Bursztynowicz − jako UB-ek
- Emilia Krakowska − jako dozorczyni, matka Rycha
- Mirosława Marcheluk − jako „Głupia Blacha”
- Wojciech Skibiński − jako kierowca TPD
- Stefan Szmidt − jako dozorca, ojciec Rycha
- Daria Trafankowska − jako opiekunka z TPD
- Andrzej Pośniak − jako Józek Michalski
- Jacek Romańczuk
- Halina Romanowska − jako babcia Jędrka
- Lech Sołuba − jako UB-ek
- Jerzy Zass − jako UB-ek

## Produkcja

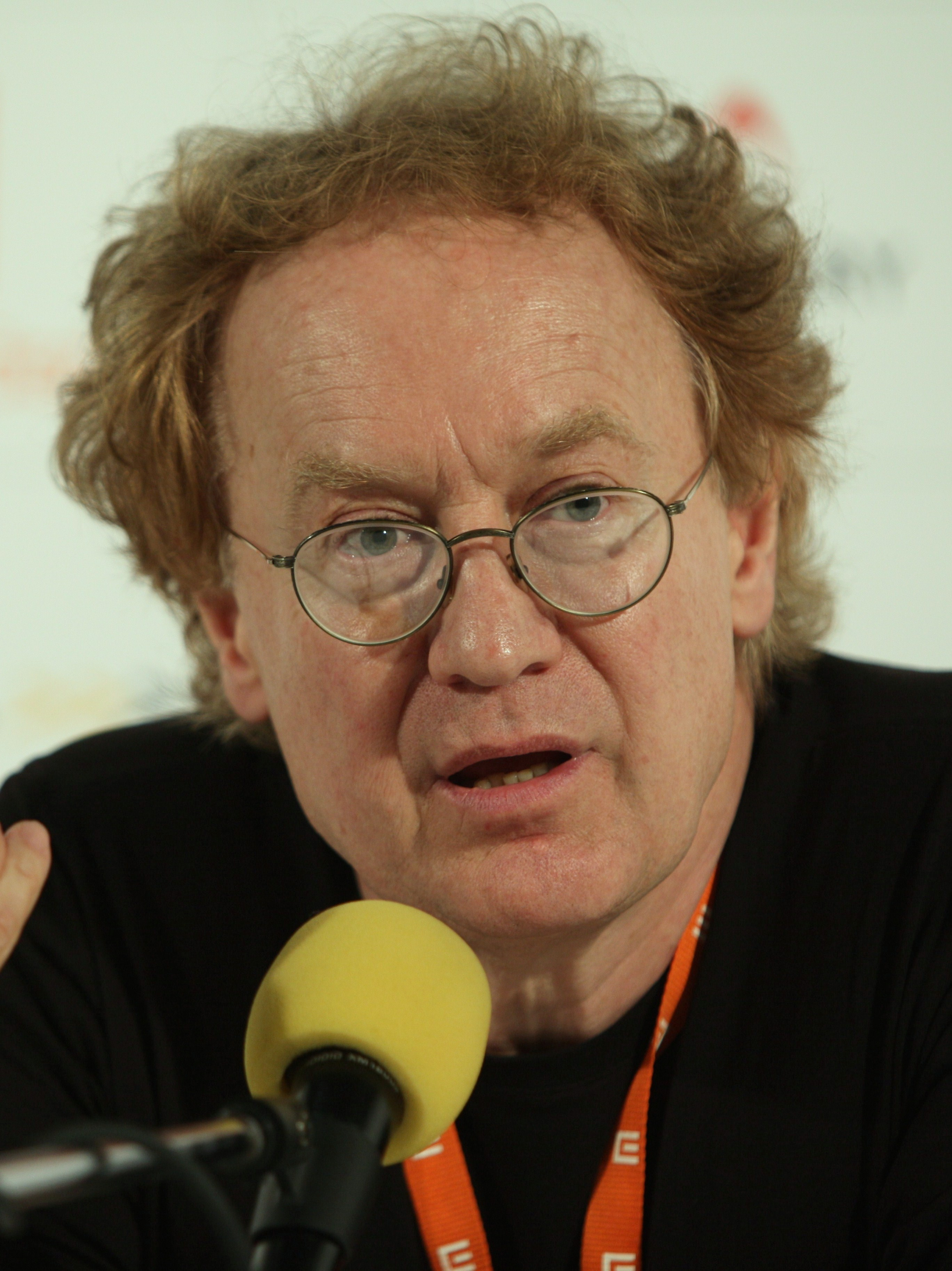
Robert Gliński, reżyser filmu (2009)

Scenariusz Niedzielnych igraszek został zainspirowany południowoamerykańskim dramatem Romy Mahieu Poobiednie igraszki i przeniesiony w realia Polski okresu stalinizmu. Film zrealizowano na terenie kamienicy przy ul. Noakowskiego 10 w Warszawie. Film wyprodukowało Studio im. Karola Irzykowskiego, którego współzałożycielem był reżyser Robert Gliński.
Niedzielne igraszki zostały ukończone już po wprowadzeniu stanu wojennego w Polsce i okazały się filmem niecenzuralnym. Film nie został dopuszczony do wyświetlania, a na premierę musiał czekać do 1988 roku.

## Nagrody
| Rok  | Festiwal/instytucja                                            | Nagroda                                  | Wynik   |
| ---- | -------------------------------------------------------------- | ---------------------------------------- | ------- |
| 1986 | Tygodnik „Radar”                                               | Wawrzyn „Radaru”                         | Wygrana |
| 1987 | Festiwal Polskich Filmów Fabularnych                           | Wyróżnienie Dziennikarzy                 | Wygrana |
| 1987 | Młode Kino Polskie                                             | Grand Prix                               | Wygrana |
| 1987 | Koszaliński Festiwal Debiutów Filmowych „Młodzi i Film”        | Nagroda za debiut reżyserski             | Wygrana |
| 1987 | Międzynarodowy Festiwal Filmowy w Mannheim                     | Złoty Dukat                              | Wygrana |
| 1987 | Międzynarodowy Festiwal Filmowy w Mannheim                     | Nagroda FIPRESCI                         | Wygrana |
| 1987 | Międzynarodowy Festiwal Filmowy w Mannheim                     | Międzynarodowa Katolicka Nagroda Filmowa | Wygrana |
| 1989 | Koła Piśmiennictwa Filmowego Stowarzyszenia Filmowców Polskich | Złota Taśma za film polski               | Wygrana |